# فيدو نت

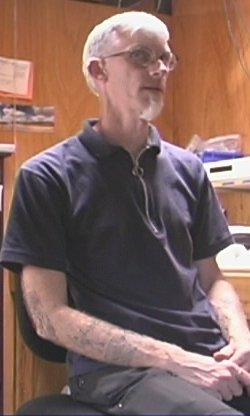

فيدو نت هي شبكة كمبيوتر عالمية مصممة للتواصل بين أنظمة لوحات البيانات. تستخدم الشبكة نظام التخزين وإعادة التوجيه لتبادل الرسائل الخاصة (البريد الإلكتروني) والعامة (المنتديات) بين أنظمة لوحات البيانات في الشبكة، وتستخدم الملفات والبروتوكولات الأخرى في بعض الحالات.
اعتمد نظام فيدو نت على عدد من البرامج الصغيرة التفاعلية. يتفاعل برنامج واحد منها فقط مع نظام لوحة البيانات بشكل مباشر لأنه الجزء الوحيد الذي يجب نقله لدعم برامج نظام لوحة البيانات الأخرى. عملية النقل هذه سهلة للغاية، شبكة فيدو نت هي واحدة من الشبكات القليلة التي تدعم جميع برامج نظام لوحة البيانات تقريبًا بالإضافة إلى عدد من الخدمات الأخرى عبر الإنترنت. سمحت هذه الهيكلية المعيارية لشبكة فيدو نت بالتطور بسهولة مع أنظمة ضغط البيانات الجديدة، والتي كانت مهمة في عصر يستخدم الاتصالات من خلال المودم عبر خطوط الهاتف وبوجود رسوم عالية على الاتصالات بعيدة المدى.
أدى التحسن السريع في سرعات المودم خلال أوائل التسعينيات بالإضافة إلى الانخفاض السريع في أسعار تجهيزات الحاسوب والتخزين إلى زيادة شعبية أنظمة لوحات البيانات. وجد نحو 40000 نظام فيدو نت قيد التشغيل بحلول منتصف التسعينيات، وكان من الممكن التواصل مع ملايين المستخدمين حول العالم.
قلل توفر اتصالات الإنترنت منخفضة التكلفة بشكل واسع منذ منتصف التسعينيات من الحاجة إلى نظام فيدو نت للتخزين وإعادة التوجيه، إذ يمكن الوصول إلى أي نظام في العالم بالتكلفة ذاتها. انخفض الطلب المباشر على نظام لوحة البيانات المحلية بسرعة. وعلى الرغم من تقلص استخدام فيدو نت إلى حد كبير منذ أواخر التسعينيات وتوافر اتصال الإنترنت بشكل عالمي، لكنها لا تزال مستخدمة حتى اليوم.

## التاريخ

### الأصل
يوجد حسابان رئيسيان لتطوير شبكة فيدو نت، يختلفان في بعض التفاصيل الصغيرة فقط.

#### حساب توم جينينغز
بدأ توم جينينغز في عام 1983 العمل على نظام لوحة بيانات مبني على نظام إم إس-دوس جديد ظهر كنظام لوحة بيانات فيدو نت. أعد جينينغز النظام في سان فرانسيسكو في وقت ما في أوائل عام 1984. وكان هناك مستخدم آخر في ذلك الوقت هو جون ماديل في مدينة بالتيمور، يحاول إنشاء نظام مماثل على حاسوبه الصغير رينبو 100. بدأ نظام فيدو بالانتشار في الأنظمة جديدة، وحافظ جينينغز على قائمة غير رسمية بأرقام هواتف المستخدمين إذ كان ترتيب جينينغز 1 وترتيب ماديل 2.
أصدر جينينغز النسخة الأولى من برنامج فيدو نت في يونيو عام 1984. كتب في أوائل عام 1985 وثيقة تشرح عمليات فيدو نت إلى جانب جزء قصير تحدث عن تاريخ النظام. طُور نظام فيدو نت في هذا الإصدار كوسيلة لتبادل البريد بين أول نظامي لوحات بيانات من إعداد جينينغز وماديل لمعرفة ما كان يمكن القيام به، ومن أجل التسلية أيضًا.

#### حساب بن بيكر
خطط بن بيكر لبدء تشغيل أنظمة لوحة البيانات لنادي الكمبيوتر الذي شُكل حديثًا في فرع شركة ماكدونل دوغلاس للسيارات في سانت لويس في أوائل عام 1984. كان بيكر جزءًا من مجموعة لها اهتمامات خاصة داخل النادي. كان ينوي استخدام نظام لوحة البيانات المحوسبة، وقد بحث عن جهاز لتشغيله. أخبر رئيس النادي بيكر أن شركة المعدات الرقمية ستمنحهم جهاز كمبيوتر رينبو 100 على شكل قرض، لذا وضع خططًا لنقل نظام لوحة البيانات المحوسبة إلى هذا الجهاز. يحتوي حاسوب رينبو 100 على معالجين هما إنتل 8088، وزيلوغ زد80، ما سمح له بتشغيل كل من نظام (إم إس-دوس)، ونظام التحكم والمراقبة (سي بي/إم)، وتشغيل نظام لوحة البيانات على الأخير. عندما وصل الجهاز علموا أن القسم الذي يشغل زيلوغ زد80 لا يملك إمكانية الوصول إلى منافذ الإدخال والإخراج، لذلك لم يتمكن نظام لوحة البيانات المحوسبة من التواصل مع المودم. تعلم بيكر عن نظام فيدو نت من خلال ماديل أثناء بحثه عن البرامج التي سيشغلها على (إم إس-دوس).

## هيكل فيدو نت التنظيمي
يملك فيدو نت هيكلًا هرميًا مع وجود منسقين محددين في كل مستوى لإدارة نظام فيدو نت وحل التعارض بين المستخدمين. إن منسقي الشبكات مسؤولون عن إدارة المشاكل الفردية داخل مستوياتهم، وعادة ما يكون المستوى مدينة أو منطقة. المنسقون الإقليميون مسؤولون عن الاشراف على منسقي الشبكات داخل منطقتهم، وعادة ما تكون مناطقًا بحجم ولاية أو دولة صغيرة. منسقو النطاق مسؤولون عن إدارة جميع المناطق داخل نطاق مسؤوليتهم. ينقسم العالم إلى ستة نطاقات وينتخب المنسقون واحدًا منهم ليكون المنسق الدولي لشبكة فيدو نت.

## الهيكل التقني
صمم نظام فيدو نت لاستخدام اتصال خدمة الهاتف التقليدية المعتمدة على المودم بين أنظمة لوحات البيانات، ويعكس ذلك الكثير من تفاصيل النظام وهيكله.
يشير نظام فيدو نت رسميًا إلى عملية نقل البريد عبر الإنترنت فقط (وهي الرسائل الفردية بين الأشخاص الذين يستخدمون لوحات البيانات) بما في ذلك البروتوكولات والمعايير التي يدعمها. تحتوي رسالة البريد على اسم الشخص المرسل واسم المستلم وعناوين فيدو نت الخاصة بكل منها. كان نظام فيدو نت مسؤولًا عن توجيه الرسالة من نظام إلى آخر، يكون نظام لوحة البيانات من كل طرف مسؤولًا عن ضمان أن المتلقي المقصود هو وحده الذي يمكنه قراءتها. ونظرًا لطبيعة الشبكة البسيطة فإن الضامن للخصوصية بين المرسل والمستلم هو أخلاق مالك أنظمة فيدو نت التي تقوم بنقل البريد. ومع ذلك فمن الشائع أن يحتفظ مشغلو النظام بالحق في مراجعة محتوى البريد الذي يرسل عبر نظامهم.
سمح إرسال البريد عبر الإنترنت بإرفاق ملف واحد بكل رسالة. أدى ذلك إلى إنشاء سلسلة من بروتوكولات بيغي باك التي أضافت ميزات على فيدو نت بإرسال المعلومات كمرفقات ملفات. وشمل ذلك التوزيع الآلي للملفات ونقل بيانات الألعاب الموجودة على أنظمة لوحات البيانات.
كانت بروتوكولات بيغي باك الأكثر استخدامًا هي إيكو ميل واستضافت مناقشات عامة مثل مجموعات (يوزنت) في الأخبار. كان إيكو ميل مدعومًا بواسطة مجموعة متنوعة من البرامج التي جمعت رسائل جديدة من منتديات قائمة على أنظمة لوحات البيانات العامة المحلية وضغطها باستخدام صيغ (إيه آر سي) أو (زد آي بي) وإرفاق الأرشيف الناتج ببريد نت ميل وإرسال تلك الرسالة إلى نظام محدد. استخدمت العملية العكسية لفك ضغط الرسائل عند تلقيها. كان إيكو ميل شائعًا لدرجة أنه كان يمثل فيدو نت بالنسبة للعديد من المستخدمين. كان استخدام بريد نت ميل بين شخص وآخر نادرًا.

### الهيكل الجغرافي
نُظم فيدو نت على هيكل شجري وانتخبت أقسام مختلفة من الشجرة منسقيها. يتكون التسلسل الهرمي لنظام فيدو نت من نطاقات ومناطق وشبكات وعقد ونقاط موزعة جغرافيًا بأشكال مختلفة.
أعلى مستوى هو النطاق والذي يشمل عادة:
- المنطقة 1 هي أمريكا الشمالية.
- المنطقة 2 هي أوروبا ودول الاتحاد السوفييتي السابق وإسرائيل.
- المنطقة 3 هي أستراليا.
- المنطقة 4 هي أمريكا اللاتينية (باستثناء بورتوريكو).
- المنطقة 5 كانت أفريقيا.
- المنطقة 6 كانت آسيا وإسرائيل والأجزاء الآسيوية من روسيا (المدرجة حاليا في المنطقة 2). ألغيت المنطقة 6 في 26 يوليو عام 2007، ونقلت جميع العقد المتبقية إلى المنطقة 3.[3]